# Vogtia pentacantha
Vogtia pentacantha is een hydroïdpoliep uit de familie Hippopodiidae. De poliep komt uit het geslacht Vogtia. Vogtia pentacantha werd in 1853 voor het eerst wetenschappelijk beschreven door Kölliker. 